# Spaarndam (Schiff)
Die Spaarndam war ein frachtfahrendes Passagierschiff der Holland-America Line, welches am 14. Dezember 1939 in der Themsemündung auf eine Mine lief und sank. Benannt wurde es nach dem Dorf Spaarndam in der niederländischen Provinz Nordholland. 

## Geschichte
Die Spaarndam wurde ursprünglich als Frachtschiff entworfen. Die Pläne wurden jedoch geändert. Als mit dem Bau der Schiffe begonnen wurde, litt Europa noch unter den Folgen des Ersten Weltkrieges, während für Nordamerika ein wirtschaftlicher Aufschwung erwartet wurde. Die Zahl der auswanderwilligen Europäer stieg stetig. Die Spaardam und ihre drei Schwesterschiffe wurden in der Bauform verändert, um ins Emigrantengeschäft einsteigen zu können. Ein Teil der Aufbauten wurde erhöht, um mehr Kabinenplätze zu bekommen, und das Zwischendeck wurde derart gestaltet, dass Platz für nahezu 1000 Passagiere geschaffen werden konnte.

## Das Schiff
Die Kiellegung des Schiffes fand 1919 bei der Werft New Waterway Shipbuilding Co. in Schiedam in den Niederlanden statt. Vom Stapel lief es am 11. Januar 1922. Die Übergabe an die Holland-America Line erfolgte im Juli 1922. Angetrieben wurde es von drei auf eine Propellerwelle wirkenden Dampfturbinen der Firma J. Brown & Co. Das Schiff erreichte eine Maximalgeschwindigkeit von 14 Knoten. Es war ursprünglich mit zwei Schornsteinen versehen, wobei ein Schornstein nur eine Attrappe war und bei späteren Umbauarbeiten entfernt wurde.

## Letzte Reise
Die Spaarndam verließ am 27. November 1939 den Hafen von New Orleans unter dem Kommando von Kapitän F. H. Dobbinga in Richtung Europa. Zielhafen war Rotterdam mit einem geplanten Zwischenstopp in London. Kurz vor Erreichen der Themsemündung lief das Schiff auf der Position 51° 33′ N, 1° 24′ O zwei Seemeilen nordöstlich des Feuerschiffs Tongue auf eine von deutschen Torpedobooten in der Nacht vom 12. zum 13. November 1939 gelegte Seemine. Das Schiff wurde schwer beschädigt und konnte von der Besatzung auf eine Sandbank der Knock Deeps gesteuert werden. Dort brannte es aus. Bei der Minenexplosion kamen fünf, nach manchen Quellen sechs Besatzungsmitglieder ums Leben.